# Список настоек, производившихся в СССР

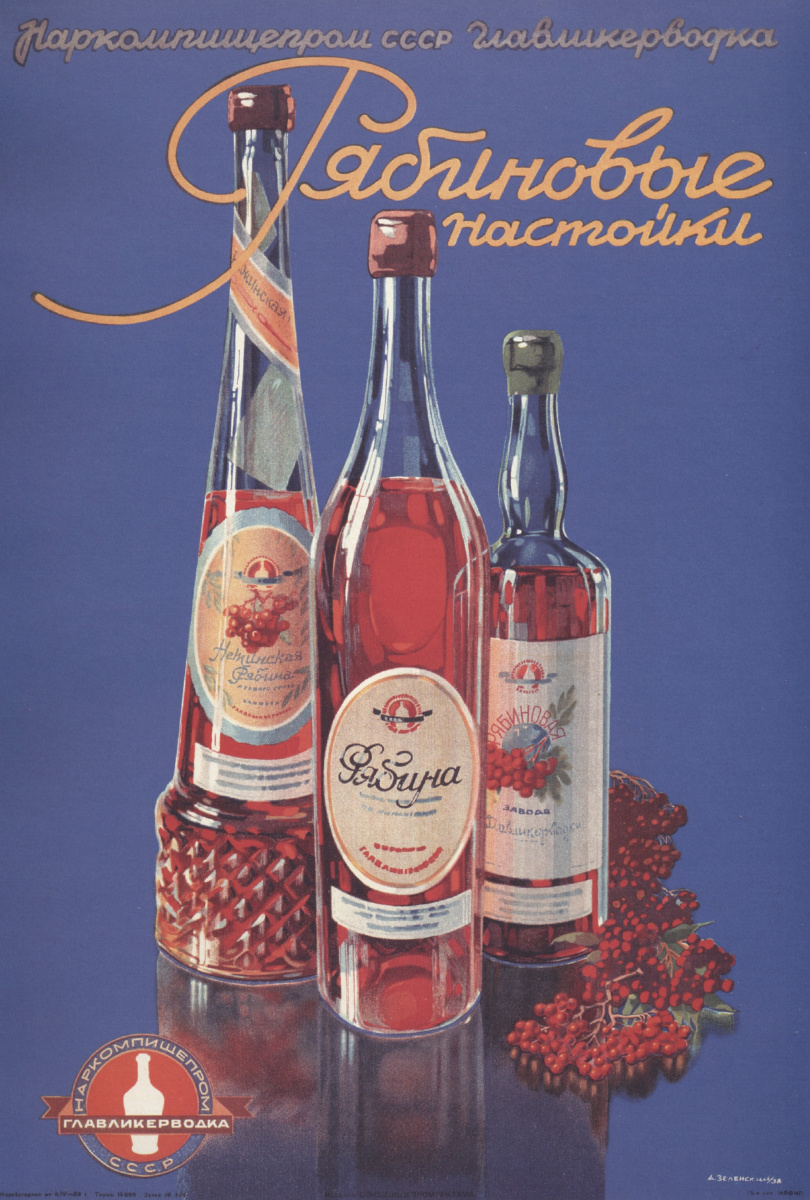
Александр Зеленский, плакат «Рябиновые настойки», 1938 год

В список включены настойки, производившиеся в СССР промышленно.

## Легенда
Список построен на основе «Энциклопедического словаря спиртных напитков» Г. Ю. Багриновского, «Рецептур ликёров, наливок, пуншей, десертных напитков, настоек и инструкция по приготовлению полуфабрикатов к ним» под редакцией В. Н. Фединой и «Рецептур ликёро-водочных изделий и водок» под редакцией А. И. Ковалевской. Элементы списка разбиты на разделы по типам настоек, внутри разделов настойки представлены в алфавитном порядке. Ссылки на источники информации для каждой строки таблиц списка и комментариев, приведённых к соответствующим строкам, сгруппированы и располагаются в столбце Примечания. Сортировка может проводиться по любому из выбранных столбцов таблиц, за исключением Состава и Примечаний.
- Физико-химические показатели напитков:
  - Крепость — крепость напитка, процентная объёмная доля (% об.) безводного этилового спирта.
  - Экстракт — общий экстракт, суммарная концентрация всех растворенных в напитке нелетучих веществ, г/100 мл
  - Сахар — общий сахар, г/100 мл.
  - Кислотность — кислотность напитка, г/100 мл.
- Органолептические показатели напитков:
  - Цвет — цвет напитка.
  - Вкус — общая характеристика вкуса напитка.
  - Аромат — общая характеристика аромата напитка.
- Состав — краткое описание элементов, входивших в состав напитка.
- н/д — нет данных.

## Настойки сладкие
| Наименование                    | Крепость, % об. | Экстракт, г/100 мл. | Сахар, г/100 мл. | Кислотность, г/100 мл. | Цвет                                          | Вкус                                      | Аромат                                  | Состав | Пр.                  |
| ------------------------------- | --------------- | ------------------- | ---------------- | ---------------------- | --------------------------------------------- | ----------------------------------------- | --------------------------------------- | --- | -------------------- |
| Абрикосовая (на свежем сырье)   | 20—22           | 26,6                | 25               | 0,3                    | розовато-жёлтый                               | кисло-сладкий                             | абрикос                                 | Вода, спирт этиловый, абрикосовый спиртованный сок, морсы из кураги и черники, колер, сахарный сироп и лимонная кислота.                                                                  | [ 1 ] [ 2 ] [ 3 ]    |
| Абрикосовая (на сушёном сырье)  | 20—22           | 26,55               | 25               | 0,3                    | розовато-жёлтый                               | кисло-сладкий                             | абрикос                                 | Вода, спирт этиловый, морсы из кураги и черники, колер, сахарный сироп и лимонная кислота.                                                                                                | [ 1 ] [ 2 ] [ 4 ]    |
| Айвовая                         | 16              | 26,2                | 25               | 0,45                   | жёлтый                                        | кисло-сладкий                             | айва                                    | Вода, спирт этиловый, айвовый спиртованный сок, ванилин, тартразин, колер, сахарный сироп и лимонная кислота.                                                                             | [ 5 ]                |
| Алтайская черноплодная          | 18              | 20                  | 18               | 0,5                    | тёмно-красный                                 | кисло-сладкий                             | черноплодная рябина                     | Вода, спирт этиловый, спиртованный сок черноплодной рябины, вишневый спиртованный сок, сахарный сироп и лимонная кислота.                                                                 | [ 6 ] [ 7 ]          |
| Алычовая                        | 16              | 26,3                | 25               | 0,5                    | золотисто-жёлтый                              | кисло-сладкий                             | алыча                                   | Вода, спирт этиловый, алычовый и яблочный спиртованные соки, ванилин, колер, сахарный сироп и лимонная кислота.                                                                           | [ 8 ]                |
| Апельсиновая (на свежем сырье)  | 20              | 25                  | 25               | 0,02                   | цвет корки свежего апельсина                  | сладкий                                   | апельсин                                | Вода, спирт этиловый, ароматный спирт апельсиновой корки (из свежей корки), пищевой красный краситель, тартразин, сахарный сироп и лимонная кислота.                                      | [ 6 ] [ 9 ] [ 10 ]   |
| Апельсиновая (на сушёном сырье) | 20              | 25                  | 25               | 0,02                   | цвет корки свежего апельсина                  | сладкий                                   | апельсин                                | Вода, спирт этиловый, ароматный спирт апельсиновой корки (из сушёной корки), пищевой красный краситель, тартразин, сахарный сироп и лимонная кислота.                                     | [ 6 ] [ 9 ] [ 11 ]   |
| Боровинка                       | 20              | 15,7                | 14,2             | 0,45                   | оранжевый с карминным или коричневым оттенком | кисло-сладкий                             | черёмуха и яблоки                       | Вода, спирт этиловый, яблочный спиртованный сок, морс из черёмухи, колер, сахарный сироп и лимонная кислота.                                                                              | [ 6 ] [ 12 ]         |
| Боярская                        | 20              | 22,8                | 20—22            | 0,8                    | светло-красный                                | кисло-сладкий                             | клюквенно-медовый или клубнично-медовый | Вода, спирт этиловый, клюквенный или клубничный консервированные сахаром соки, мёд, морс из черники, сахарный сироп и лимонная кислота.                                                   | [ 6 ] [ 13 ]         |
| Брусничная                      | 20              | 31,1                | 30—31            | 0,4                    | красный                                       | кисло-сладкий                             | брусника                                | Вода, спирт этиловый, брусничный спиртованный сок или морс, морс из черники и/или чернослива, портвейн, коньяк, сахарный сироп и лимонная кислота.                                        | [ 6 ] [ 14 ] [ 15 ]  |
| Вишнёвая                        | 18              | 21,54               | 20               | 0,4                    | вишнёво-красный                               | кисло-сладкий                             | свежая вишня                            | Вода, спирт этиловый, вишнёвый спиртованный сок, морс из черники, миндаль, ванилин, сахарный сироп и лимонная кислота.                                                                    | [ 6 ] [ 16 ] [ 17 ]  |
| Голубичная                      | 20              | 25,5                | 25               | 0,3                    | тёмно-красный                                 | кисло-сладкий                             | голубика                                | Вода, спирт этиловый, голубичный спиртованный сок, морс из черники, ванилин, индигокармин, сахарный сироп и лимонная кислота.                                                             | [ 6 ] [ 18 ] [ 19 ]  |
| Дар осени                       | 16              | 20,4                | 20               | 0,25                   | оранжевый                                     | кисло-сладкий                             | цитрусовые                              | Вода, спирт этиловый, яблочный спиртованный сок, лимонное и апельсиновое масла, корица, пищевой красный краситель, сахарный сироп и лимонная кислота.                                     | [ 6 ] [ 20 ] [ 21 ]  |
| Ежевичная                       | 18              | 26                  | 25               | 0,4                    | тёмно-красный                                 | кисло-сладкий                             | ежевика                                 | Вода, спирт этиловый, ежевичный спиртованный сок или морс, ванилин, пищевой красный краситель, сахарный сироп и лимонная кислота.                                                         | [ 6 ] [ 22 ] [ 23 ]  |
| Клюквенная                      | 20              | 25,86               | 25               | 0,46                   | красный                                       | кисло-сладкий                             | клюква                                  | Вода, спирт этиловый, морс из клюквы, пищевой красный краситель, сахарный сироп и лимонная кислота.                                                                                       | [ 6 ] [ 24 ] [ 25 ]  |
| Кофейный аромат                 | 24              | 20                  | 20               | н/д                    | тёмно-коричневый                              | сладкий с кофейной горечью                | кофе                                    | Вода, спирт этиловый, настой обжаренных кофейных зёрен, ароматный спирт кофе, настой какао порошка, ароматный спирт какао, ванилин, колер, сахарный сироп и лимонная кислота.             | [ 6 ] [ 26 ]         |
| Лесная                          | 20              | 25,5                | 24               | 0,54                   | красновато-коричневый                         | кисло-сладкий с лёгкой горечью            | брусника и вишня                        | Вода, спирт этиловый, брусничный и вишнёвый спиртованные соки, коньяк, сахарный сироп и лимонная кислота.                                                                                 | [ 6 ] [ 27 ]         |
| Лимонная                        | 20              | 25,3                | 25               | 0,3                    | жёлто-зеленоватый                             | кисло-сладкий                             | лимон                                   | Вода, спирт этиловый, лимонная корка, тартразин, сахарный сироп и лимонная кислота. | [ 28 ] [ 29 ] [ 30 ] |
| Лимонник                        | 20              | 25,9                | 25               | 0,84                   | пунцово-красный                               | кисло-сладкий                             | свежие ягоды лимонника                  | Вода, спирт этиловый, спиртованный сок или морс из ягод лимонника, сахарный сироп и лимонная кислота.                                                                                     | [ 28 ] [ 31 ]        |
| Любительская                    | 17              | 16,7                | 16               | 0,4                    | жёлтый, с золотистым оттенком                 | кисло-сладкий                             | яблоки с лёгким ароматом лимона         | Вода, спирт этиловый, яблочный спиртованный сок, лимонное масло, колер, сахарный сироп и лимонная кислота.                                                                                | [ 28 ] [ 32 ]        |
| Невежинская рябиновка           | 20—24           | 12,6                | 8—10             | 0,45                   | оранжево-красный                              | кисло-сладкий                             | свежая рябина                           | Вода, спирт этиловый, морс из рябины, тартразин, сахарный сироп и лимонная кислота. | [ 28 ] [ 33 ]        |
| Нежинская рябина                | 24              | 9,5                 | 8                | 0,4                    | желтовато-красный или желтовато-коричневый    | кисло-сладкий                             | свежая рябина                           | Вода, спирт этиловый, морс из рябины, колер, сахарный сироп и лимонная кислота. | [ 28 ] [ 34 ] [ 35 ] |
| Нежная                          | 17              | 15,5                | 14               | 0,5                    | жёлтый с золотистым оттенком                  | кисло-сладкий                             | рябина                                  | Вода, спирт этиловый, яблочный спиртованный сок, морс из рябины, липовый цвет, тартразин, колер, сахарный сироп и лимонная кислота.                                                       | [ 28 ] [ 36 ]        |
| Облепиховая                     | 20              | 28,6                | 28               | 0,4                    | жёлтый                                        | кисло-сладкий                             | облепиха                                | Вода, спирт этиловый, облепиховый спиртованный сок, ванилин, ананасная эссенция, колер, сахарный сироп и лимонная кислота.                                                                | [ 28 ] [ 37 ] [ 38 ] |
| Огонёк                          | 17              | 18,3                | 17               | 0,5                    | красный                                       | кисло-сладкий                             | округлённый фруктовый                   | Вода, спирт этиловый, брусничный, малиновый, клюквенный, яблочный или облепиховый спиртованные соки, горький миндаль, мускатный орех, сахарный сироп и лимонная кислота.                  | [ 28 ] [ 39 ]        |
| Оренбургская любительская       | 17              | 26,2                | 25               | 0,35                   | коричневый с красным оттенком                 | кисло-сладкий                             | черёмуха с мёдом                        | Вода, спирт этиловый, морсы из черёмухи и шиповника, мёд, сахарный сироп и лимонная кислота.                                                                                              | [ 40 ]               |
| Отличная                        | 20              | н/д                 | 24               | н/д                    | оранжево-красный                              | сладкий                                   | тмин                                    | Вода, спирт этиловый, морс из сушёной рябины, тминное масло, сахарный сироп и лимонная кислота.                                                                                           | [ 28 ]               |
| Отличная                        | 40              | н/д                 | 24—25            | н/д                    | бесцветный                                    | сладкий, слегка жгуций                    | тмин                                    | Вода, спирт этиловый, ароматный спирт плодов тмина и сахарный сироп. | [ 41 ] [ 42 ]        |
| Праздничная                     | 17              | 17,5                | 16               | 0,5                    | желтовато-красный                             | кисло-сладкий с едва уловимой горечью     | фрукты с выделяющимся винным запахом    | Вода, спирт этиловый, яблочный спиртованный сок, морсы из рябины и черники, коньяк или тартразин, портвейн, сахарный сироп и лимонная кислота.                                            | [ 28 ] [ 43 ]        |
| Рябиновая на коньяке            | 20—24           | 17,6                | 16               | 0,3—0,33               | коричнево-красный с карминным оттенком        | кисло-сладкий с незначительной терпкостью | рябина                                  | Вода, спирт этиловый, морс из рябины, коньяк, колер, кошениль, сахарный сироп и лимонная кислота.                                                                                         | [ 28 ] [ 44 ] [ 45 ] |
| Терновая                        | 20              | 26,1—26,2           | 25               | 0,4                    | тёмно-красный                                 | кисло-сладкий                             | тёрн                                    | Вода, спирт этиловый, терновый спиртованный сок, морс из черники или ежевики, ванилин, красный пищевой краситель, сахарный сироп и лимонная кислота.                                      | [ 28 ] [ 46 ] [ 47 ] |
| Тминная                         | 30              | н/д                 | 15               | н/д                    | бесцветный                                    | сладкий                                   | тмин                                    | Вода, спирт этиловый, ароматный спирт плодов тмина, сахарный сироп и лимонная кислота. | [ 28 ] [ 48 ]        |
| Уральская любительская          | 18              | 22,84               | 22               | 0,35                   | жёлтый с золотистым оттенком                  | кисло-сладкий                             | яблоки с оттенком травы зубровки        | Вода, спирт этиловый, яблочный спиртованный сок, зубровка душистая, тартразин, колер, сахарный сироп и лимонная кислота.                                                                  | [ 49 ] [ 50 ]        |
| Фруктовая                       | 17              | 15                  | 14               | 0,56                   | красный                                       | кисло-сладкий                             | фрукты                                  | Вода, спирт этиловый, яблочный спиртованный сок, клюквенный и черничный морсы, портвейн, колер, сахарный сироп и лимонная кислота.                                                        | [ 51 ]               |
| Черёмуховая                     | 20              | 31,7                | 30               | 0,3                    | тёмно-красный                                 | кисло-сладкий                             | плоды черёмухи                          | Вода, спирт этиловый, морсы из черёмухи и черники, сахарный сироп и лимонная кислота. | [ 52 ] [ 53 ] [ 54 ] |
| Черносмородиновая               | 16              | 20,8                | 20               | 0,5                    | тёмно-красный                                 | кисло-сладкий                             | чёрная смородина                        | Вода, спирт этиловый, черносмородиновый спиртованный сок, сахарный сироп и лимонная кислота.                                                                                              | [ 55 ]               |
| Черри                           | 24              | 23,4                | 22               | 0,4                    | вишнёво-красный                               | кисло-сладкий                             | вишнёвая косточка                       | Вода, спирт этиловый, вишнёвый и черничный спиртованные соки или морсы, миндаль, мускатный орех, гвоздика, корица, горькоминдальная эссенция, ванилин, сахарный сироп и лимонная кислота. | [ 52 ] [ 56 ]        |
| Юбилейная                       | 20              | 24,5                | 24               | 0,27                   | золотисто-оранжевый                           | кисло-сладкий                             | фрукты                                  | Вода, спирт этиловый, яблочный спиртованный сок, морсы из брусники и черники, ванилин, сахарный сироп и лимонная кислота.                                                                 | [ 57 ]               |
| Яблочная                        | 20              | 22,7—22,9           | 22               | 0,4                    | жёлтый с золотистым оттенком                  | кисло-сладкий                             | яблоки                                  | Вода, спирт этиловый, яблочный спиртованный сок, тартразин, колер, сахарный сироп и лимонная кислота.                                                                                     | [ 52 ] [ 58 ] [ 59 ] |
| Янтарный берег                  | 16              | 18,3                | 16,4—16,5        | 0,5                    | светло-коричневый                             | кисло-сладкий с незначительной горечью    | сложный с выделением аромата рябины     | Вода, спирт этиловый, яблочный спиртованный сок, морсы из рябины и кураги, померанцевые орехи, корица, сахарный сироп и лимонная кислота.                                                 | [ 52 ] [ 60 ]        |
| Янтарь                          | 17              | 20,9                | 19               | 0,5                    | золотистый                                    | кисло-сладкий                             | абрикос                                 | Вода, спирт этиловый, абрикосовый спиртованный сок, морс из кураги, колер, сахарный сироп и лимонная кислота.                                                                             | [ 52 ] [ 61 ]        |

## Настойки полусладкие
| Наименование | Крепость, % об. | Экстракт, г/100 мл. | Сахар, г/100 мл. | Кислотность, г/100 мл. | Цвет                         | Вкус                                      | Аромат                                         | Состав | Пр.           |
| ------------ | --------------- | ------------------- | ---------------- | ---------------------- | ---------------------------- | ----------------------------------------- | ---------------------------------------------- | --- | ------------- |
| Алеся        | 30              | 10,2                | 9,5              | 0,1                    | тёмно-янтарный               | мягкий                                    | сложный с тонким ароматом розы                 | Вода, спирт этиловый, верхушки цветущих стеблей котовника, листья и цветы купыря, листья и цветы купрея, листья и верхушки цветущих стеблей мелиссы лимонной, яблочный спиртованный сок, колер, сахарный сироп и лимонная кислота. | [ 52 ] [ 62 ] |
| Вишнёвая     | 30              | 3,9                 | 3                | 0,2                    | вишнёво-красный              | кисло-сладкий                             | свежая вишня с едва заметным ароматом косточки | Вода, спирт этиловый, вишнёвый спиртованный сок, миндаль, горькоминдальное масло, сахарный сироп и лимонная кислота. | [ 63 ]        |
| Дайнава      | 40              | 11,6                | 9—9,2            | 0,65                   | красновато-оранжевый         | кисловатый                                | фрукты со слегка выделяющимся ароматом яблока  | Вода, спирт этиловый, яблочный, рябиновый, вишнёвый, брусничный и черничный спиртованные соки, портвейн, сахарный сироп и лимонная кислота.                                                                                        | [ 52 ] [ 64 ] |
| Паланга      | 40              | 11,7                | 10               | 0,65                   | коричнево-красный            | кислый с незначительной горечью           | фрукты со слегка выделяющимся ароматом яблока  | Вода, спирт этиловый, рябиновый и брусничный спиртованные соки, коньяк, портвейн, сахарный сироп и лимонная кислота. | [ 52 ] [ 65 ] |
| Рябиновая    | 25              | 5,5                 | 3                | 0,5                    | тёмно-оранжевый              | кисло-сладкий с незначительной терпкостью | рябина                                         | Вода, спирт этиловый, морсы из свежей и сушёной рябины, сахарный сироп и лимонная кислота. | [ 66 ]        |
| Таёжная      | 30              | 3                   | 2                | 0,25                   | оранжевый                    | кисло-сладкий с незначительной горечью    | рябина                                         | Вода, спирт этиловый, брусничный спиртованный сок, морсы из сушёных рябины и черники, сахарный сироп и лимонная кислота. | [ 67 ]        |
| Янтарная     | 25              | 3,7                 | 3                | 0,23                   | жёлтый с золотистым оттенком | кисло-сладкий                             | яблоко с мёдом                                 | Вода, спирт этиловый, яблочный спиртованный сок, мёд, колер, сахарный сироп и лимонная кислота. | [ 68 ]        |

## Настойки полусладкие слабоградусные
| Наименование   | Крепость, % об. | Экстракт, г/100 мл. | Сахар, г/100 мл. | Кислотность, г/100 мл. | Цвет                  | Вкус                                      | Аромат                              | Состав | Пр.           |
| -------------- | --------------- | ------------------- | ---------------- | ---------------------- | --------------------- | ----------------------------------------- | ----------------------------------- | --- | ------------- |
| Восточная      | 28              | 5                   | 4,5              | 0,1                    | светло-коричневый     | слегка жгучий                             | пряный                              | Вода, спирт этиловый, корень калгана, корень имбиря, чёрный перец, мускатный орех, кубеба, колер, сахарный сироп и лимонная кислота. | [ 52 ] [ 69 ] |
| Лесная сказка  | 28              | 10                  | 8                | 0,6                    | красновато-коричневый | кисло-сладкий с незначительной терпкостью | сложный                             | Вода, спирт этиловый, черносмородиновый спиртованный сок, морс из рябины, сахарный сироп и лимонная кислота.                         | [ 52 ] [ 70 ] |
| Ранет перцовый | 25              | 8,25                | 7                | 0,4                    | золотисто-жёлтый      | слегка жгучий                             | яблоки и вишнёвые ветки             | Вода, спирт этиловый, яблочный спиртованный сок, красный перец, вишнёвые ветки, колер, сахарный сироп и лимонная кислота.            | [ 71 ] [ 72 ] |
| Рябинка        | 27              | 8                   | 6                | 0,5                    | оранжевый             | кисло-сладкий с незначительной терпкостью | рябина                              | Вода, спирт этиловый, яблочный и сливовый спиртованные соки, морс из рябины, колер, сахарный сироп и лимонная кислота.               | [ 71 ] [ 73 ] |
| Суздальская    | 25              | 9,2                 | 8                | 0,5                    | красновато-оранжевый  | кисло-сладкий                             | сложный с выделением аромата рябины | Вода, спирт этиловый, яблочный спиртованные сок, морсы из рябины, клюквы и черноплодной рябины, сахарный сироп и лимонная кислота.   | [ 71 ] [ 74 ] |
| Умарина        | 28              | 9,36                | 8                | 0,6                    | красный               | кисло-сладкий с терпкостью                | яблоки                              | Вода, спирт этиловый, яблочный спиртованные сок, спиртованный сок из черноплодной рябины, сахарный сироп и лимонная кислота.         | [ 71 ] [ 75 ] |
| Южная          | 28              | 5                   | 4,6              | 0,3                    | золотисто-жёлтый      | кисло-сладкий                             | округлённый                         | Вода, спирт этиловый, ароматные спирты апельсиновой корки и «кориандровый», колер, сахарный сироп и лимонная кислота.                | [ 71 ] [ 76 ] |

## Настойки горькие
| Наименование          | Крепость, % об. | Цвет                                    | Вкус                                   | Аромат                                                    | Состав | Пр.                   |
| --------------------- | --------------- | --------------------------------------- | -------------------------------------- | --------------------------------------------------------- | --- | --------------------- |
| Адмиралтейская        | 40              | светло-коричневый                       | слегка жгучий                          | округлённый пряный                                        | Вода, спирт этиловый, коньяк, колер, сахарный сироп, настой «Адмиралтейской», изготавливаемый из недозрелых плодов померанцевого ореха, сушёной корки померанца, корицы, корневища калгана, плодов мускатного ореха, оболочек плодов и цветов мускатного ореха, гвоздики и плодов кардамона. | [ 71 ] [ 77 ]         |
| Анисовка              | 40              | золотисто-жёлтый                        | пряный                                 | анис                                                      | Вода, спирт этиловый, лимонная корка, колер, настой «Анисовки», изготавливаемый из плодов аниса обыкновенного, кориандра посевного и укропа пахучего. | [ 71 ] [ 78 ] [ 79 ]  |
| Апельсиновая          | 35              | светло-жёлтый                           | округлённый, мягкий                    | округлённый                                               | Вода, спирт этиловый, апельсиновая корка, сахарный сироп и лимонная кислота. | [ 71 ] [ 80 ]         |
| Апельсиновая горькая  | 40              | оранжевый                               | н/д                                    | н/д                                                       | Вода, спирт этиловый, апельсиновая корка, померанцевый орех, колер, амарант и сахарный сироп. | [ 71 ]                |
| Аралиевая             | 40              | тёмно-коричневый                        | слегка жгучий                          | аралия и лёгкий аромат лимонника                          | Вода, спирт этиловый, корень аралии, экстракт элеутерококка, спиртованный сок лимонника, мёд, колер и сахарный сироп. | [ 71 ] [ 81 ]         |
| Беловежская           | 43              | коричневый                              | слегка жгучий с незначительной горечью | сложный со слегка выделяющимся ароматом укропа            | Вода, спирт этиловый, корень дубровки-лапчатки, ароматный спирт семян укропа, лавровый лист, колер и сахарный сироп. | [ 71 ] [ 82 ] [ 83 ]  |
| Вечерняя              | 40              | светло-коричневый                       | мягкий с привкусом кофе и лимона       | сложный, преобладает кофе                                 | Вода, спирт этиловый, ароматные спирты лимонной корки и кофе, коньяк, ванилин, колер и сахарный сироп. | [ 84 ] [ 85 ]         |
| Вильяк                | 40              | коричневый                              | мягкий с оттенком солода               | сложный с лёгким оттенком солода                          | Вода, спирт этиловый, цветы и листья зверобоя, коньяк, солодовый экстракт, колер. | [ 86 ] [ 87 ]         |
| Винницкая особая      | 40              | бесцветный                              | пряный                                 | сложный с ароматом кориандра                              | Вода, спирт этиловый, сахарный сироп и ароматный спирт «Винницкой особой», изготавливаемый из плодов кориандра посевного и бадьяна, а также лавровых листьев. | [ 86 ] [ 88 ]         |
| Виски-73              | 40              | светло-коричневый                       | мягкий слегка жгучий                   | виски                                                     | Вода, спирт этиловый, ароматизатор для виски АД 48091, древесный экстракт ДД 20405 и колер. | [ 89 ]                |
| Вишнёвая              | 40              | бесцветный                              | слегка жгучий                          | сложный со слегка выделяющимся ароматом вишнёвой косточки | Вода, спирт этиловый, ароматные спирты из сушёных вишни и малины, сахарный сироп. | [ 86 ] [ 90 ]         |
| Волжская особая       | 40              | золотистый                              | горький, слегка жгучий                 | сложный с выделяющимся ароматом сухарей                   | Вода, спирт этиловый, сухари, чёрный перец, кубеба, мёд, колер и сахарный сироп | [ 86 ] [ 91 ]         |
| Горный дубняк         | 40              | светло-коричневый                       | горький, слегка вяжущий                | пряный                                                    | Вода, спирт этиловый, колер и настой «Горного дубняка», изготавливаемый из корней и корневищ дягиля аптечного, корневища имбиря, корневища калгана, гвоздики, желудей, чёрного перца, стручкового красного перца, можжевельника обыкновенного и дубовой стружки. | [ 86 ] [ 92 ] [ 93 ]  |
| Горькая               | 40              | бесцветная                              | слегка жгучий                          | сложный, с выделяющимся ароматом цитрусовых               | Вода, спирт этиловый, ароматный спирт свежей мандариновой корки и ароматный спирт «Горькой», изготавливаемый из корневища калгана, корня ириса флорентийского, гвоздики, плодов кубебы, кардамона, мускатного ореха, сушеной корки померанца, сушеной корки лимона и корицы. | [ 86 ] [ 94 ]         |
| Дар по виена          | 40              | бесцветный                              | слегка жгучий                          | цитрусовые                                                | Вода, спирт этиловый, ароматные спирты апельсинового и лимонного масел и сахарный сироп. | [ 86 ] [ 95 ]         |
| Дзинтар дзидрайс      | 40              | янтарно-жёлтый                          | мягкий                                 | округлённый со слегка выделяющимся ароматом хвои          | Вода, спирт этиловый, сосновые почки, ароматные спирты померанцевой корки, апельсиновой корки и ягод можжевельника, коньяк, портвейн, тартразин, колер и сахарный сироп. | [ 86 ] [ 95 ]         |
| Донская               | 40              | золотисто-жёлтый                        | слегка жгучий                          | пряный                                                    | Вода, спирт этиловый, черный перец, душистый перец, колер и сахарный сироп. | [ 96 ]                |
| Донская стременная    | 40              | светло-коричневый с желтоватым оттенком | горьковатый, слегка жгучий             | сложный, цветочный с медовым оттенком                     | Вода, спирт этиловый, липовый цвет, цветы ромашки, коньяк и колер. | [ 86 ] [ 97 ]         |
| Душанбинская          | 43              | светло-коричневый                       | гармоничный, слегка жгучий             | округлённый с выделяющимся ароматом базилика              | Вода, спирт этиловый, тмин, базилик, зверобой, колер, сахарный сироп и лимонная кислота. | [ 86 ] [ 98 ]         |
| Ерофеич               | 40              | светло-коричневый                       | слегка жгучий                          | сложный букет без яркого выделения отдельных элементов    | Вода, спирт этиловый, колер и настой «Ерофеич», изготавливаемый из листьев и верхушек цветущих стеблей мелиссы лекарственной, листьев и цветов зверобоя, листьев перечной мяты, верхушек цветущих стеблей душицы обыкновенной, надземной части тимьяна, листьев и верхушек цветущих стеблей донника лекарственного, листьев мяты кудрявой, листьев и цветов майорана, листьев и цветов первоцвета весеннего, верхушек цветущих стеблей тысячелистника обыкновенного, листьев и верхушек стеблей горькой полыни, листьев трифоли, корней, листьев и верхушек цветущих стеблей кардобенедикта, плодов аниса и кардамона. | [ 86 ] [ 99 ] [ 100 ] |
| Жвею (рыбацкая)       | 47              | бесцветная                              |                                        |                                                           | Вода, спирт этиловый, тмин, апельсиновое масло, корица, мускатный орех, кардамон, сахарный сироп. | [ 86 ]                |
| Женьшеневая           | 40              | бледно-коричневый                       |                                        |                                                           | Вода, спирт этиловый, сырой корень женьшеня. | [ 86 ]                |
| Житомирская ароматная | 40              | светло-коричневый                       |                                        |                                                           | Вода, спирт этиловый, берёзовые почки, зубровка, кориандр, портвейн, сахарный сироп, лимонная кислота, колер. | [ 86 ]                |
| Звейниеку             | 40              | светло-коричневый                       |                                        |                                                           | Вода, спирт этиловый, тмин, анис, кориандр, апельсиновое масло, сахарный сироп, колер. | [ 86 ]                |
| Зверобой              | 40              | светло-коричневый                       |                                        |                                                           | Вода, спирт этиловый, зверобой, душица, донник лекарственный, колер. | [ 86 ]                |
| Золотой рог           | 35              | тёмно-коричневый с красноватым оттенком |                                        |                                                           | Вода, спирт этиловый, элеутерококк, семена и ягоды лимонника, мёд, колер. | [ 101 ]               |
| Зубровка              | 40              | зеленовато-жёлтый                       |                                        |                                                           | Вода, спирт этиловый, зубровка, тартразин. | [ 101 ]               |
| Инерка                | 40              | Коричневый                              |                                        |                                                           | Вода, спирт этиловый, зверобой, душица, донник лекарственный, мята кудрявая, полынь горькая, липовый цвет, берёзовые почки, сахарный сироп, колер. | [ 101 ]               |
| Миндальная            | 35              | бесцветная                              | слегка жгучий                          | миндаль                                                   | Вода, спирт этиловый, миндальное масло, сахарный сироп и лимонная кислота. | [ 28 ] [ 102 ]        |

### Комментарии
1. ↑  Здесь и далее все морсы первого и второго слива.
2. ↑  Здесь и далее сахарный сироп 65,8 %.
3. ↑  Также могли быть добавлены жасминное и горькоминдальное эфирные масла, персиковая и абрикосовая эссенции.
4. ↑  Также могли быть добавлены горькоминдальное эфирное масло и абрикосовая эссенция.
5. 1 2  Также могло быть добавлено апельсиновое эфирное масло.
6. 1 2  Также могла быть добавлена патока.
7. ↑  Здесь и далее настой миндаля.
8. ↑  Здесь и далее настой корицы.
9. ↑  Мог быть заменён морсом.
10. ↑  Здесь и далее настой лимонной корки.
11. ↑  Здесь и далее настой липового цвета.
12. ↑  Здесь и далее настой горького миндаля.
13. ↑  Здесь и далее настой мускатного ореха.
14. 1 2  Выпускалось два вида настоек различной крепости и рецептур с таки названием.
15. ↑  Здесь и далее настой зубровки.
16. ↑  Здесь и далее настой гвоздики.
17. ↑  Здесь и далее настой померанцевого ореха.
18. ↑  Здесь и далее настой корня калгана.
19. ↑  Здесь и далее настой корня имбиря.
20. ↑  Здесь и далее настой чёрного перца.
21. ↑  Здесь и далее настой кубебы.
22. ↑  Здесь и далее настой красного перца.
23. ↑  Здесь и далее настой вишнёвых веток.
24. ↑  Для получения ароматного спирта «кориандровый» в качестве сырья использовались плоды кориандра посевного, аниса обыкновенного и тмина обыкновенного.
25. ↑  Здесь и далее настой апельсиновой корки.
26. ↑  Здесь и далее настой корня аралии.
27. ↑  Здесь и далее настой дубровки.
28. ↑  Здесь и далее настой лаврового листа.
29. ↑  Здесь и далее настой зверобоя.
30. ↑  Ароматизатор и экстракт использовались производства нидерландской компании «Наарден» (нидерл. Naarden).
31. ↑  Здесь и далее настой сухарей.
32. ↑  Здесь и далее настой сосновых почек.
33. ↑  Здесь и далее настой душистого перца.
34. ↑  Здесь и далее настой ромашки.
35. ↑  Здесь и далее настой тмина.
36. ↑  Здесь и далее настой базилика.
37. ↑  Здесь и далее настой зверобоя.
38. ↑  Могло быть заменено ароматным спиртом или настоем горького миндаля.